# Bouna
Bouna es un departamento de la región de Bounkani, Costa de Marfil. En mayo de 2014 tenía una población censada de 114 625 habitantes.
Se encuentra ubicado al noreste del país, cerca de la frontera con Burkina Faso y Ghana.